# سيدريك يامبيري
سيدريك يامبيري (بالفرنسية: Cédric Yambéré)‏ لاعب كرة قدم من جمهورية أفريقيا الوسطى من مواليد 6 نوفمبر 1990 ولد في بوردو في فرنسا يلعب حالياً في منتخب جمهورية أفريقيا الوسطى.

## روابط خارجية
- سيدريك يامبيري على موقع قاعدة بيانات كرة القدم.إي يو (الإنجليزية)
- سيدريك يامبيري على موقع ليكيب (الفرنسية)
- سيدريك يامبيري على موقع ناشيونال فوتبول تيمز (الإنجليزية)
- سيدريك يامبيري على موقع Soccerway.com (الإنجليزية)
- سيدريك يامبيري على موقع عالم كرة القدم.نت (الإنجليزية)
- سيدريك يامبيري على موقع AS.com (الإسبانية)